# Natacha Boussaa
Natacha Boussaa est un écrivaine française née à Paris en 1974.

## Biographie
Après un DEA de lettres modernes, une licence de cinéma et une formation d’art dramatique (entre autres au conservatoire du 10e arrondissement de Paris), Natacha Boussaa devient comédienne, principalement au théâtre, tout en écrivant romans, théâtre et poésie[Lesquels ?].
En 2005, elle apparaît dans Lemming de Dominik Moll et en 2010, elle participe à l'émission Ce soir (ou jamais !).
En août 2010, son premier roman Il vous faudra nous tuer paraît : l'éducation politique et sentimentale d'une jeune femme, Lena, pendant les grandes manifestations de 2006 contre le Contrat première embauche. Il attire l'attention de différents médias,,,,,,,,,
Il vous faudra nous tuer figure dans la première sélection du Prix du Style 2010. Il obtient le prix du roman populiste 2010.

## Œuvres
- Il vous faudra nous tuer, Paris, Éditions Denoël, coll. « Romans français », 2010, 176 p.  (ISBN 978-2-207-10927-4). En español, Tendréis que matarnos, Barcelona, Ed. Laertes, 2016. Traducción de Alfonso Serrano.  (ISBN 978-84-16783-07-6)